# Hjärndöd
Hjärndöd, hjärnstamsdöd, är ett tillstånd med oåterkalleligt utsläckta hjärnfunktioner och det kliniska kriteriet på död i de flesta västländer, tillämpat i Sverige från 1988. En hjärndöd person kan fortfarande få andnings- och hjärtunderhållande behandling på konstgjord väg, men patienten förväntas aldrig kunna tillfriskna från hjärndöd.
Införandet av hjärndöd som definition av en persons död var avgörande för transplantationskirurgin och organdonationer. Det innebär att organ kan tas från en donator där hjärtat fortfarande slår, något som var omöjligt så länge personen definierades som levande så länge hjärtat slår. I annat fall är det vanligt att andnings- och hjärtunderhållande behandling avbryts efter konstaterad hjärndöd.
För svensk lagstiftning utreddes frågan i Dödsbegreppet (Statens offentliga utredningar 1984:79) och en Lag om kriterier för bestämmande av människans död (SFS 1987:269) utfärdades i maj 1987 och trädde i kraft den 1 januari 1988. Den har senare reviderats 1995 och 2005.

## Diagnostik
För att konstatera hjärndöd krävs två kliniska undersökningar med minst två timmars mellanrum. Undersökningen ska göras av specialist med vana av hjärndödsdiagnostik, vanligen en anestesiolog. Vid undersökningen måste alla basala reflexer vara utslagna (pupiller, smärtreaktion, ögonrörlighet m.m.) och det ska heller inte finnas några spontana andningsrörelser. Dessutom måste orsaken till hjärnskadan vara känd, vanligen trauma eller stor hjärnblödning. Vid kraftigt sänkt kroppstemperatur, efter förgiftning, överdos och några andra tillstånd kan man inte använda denna metod. I Sverige görs då enligt Socialstyrelsens kriterier för att fastställa dödsfall fyrkärlsangiografi (en slags kontraströntgen) av hjärnans blodkärl som kompletterande diagnostik.
SBU har utvärderat forskningen om tillförlitligheten hos tänkbara alternativ till fyrkärlsangiografi: dels angiografi med datortomografi (CTA), dels diffusionsviktad magnetkameraundersökning (dMRI), dels nuklearmedicinsk undersökning av hjärnan med gammakamera efter tillförsel av det radioaktiva ämnet teknetium-99m. SBU kom fram till att CTA fortfarande är en experimentell metod och att det finns för få studier med dMRI för att bedöma metoden. SBU visade också att den nuklearmedicinska undersökningen hos vuxna och barn över två år.ger lika säkra besked som fyrkärlsangiografi. När det handlar om barn under två år, som fortfarande har en eftergivlig skalle, finns det få studier. Det underlag som finns tyder dock på att metoden ger mer osäkra besked om så små barn.
För att förvissa sig om att personen inte kan andas spontant görs också ett så kallat apnétest, där man tillför syrgas och på prov kopplar bort patientens respirator för att se att om andningsrörelser uppstår. Samtidigt mäts halten koldioxid i blodet. 